# San Luis (Argentina)
São Luiz, (em castelhano: San Luis) é a capital da província de San Luis. Localiza-se no centro-oeste da província e, segundo o censo de 2010, possui 432,310 habitantes.